# Miki (City Hunter)
Miki (美樹?) è un personaggio dei fumetti City Hunter ed Angel Heart.

## Il personaggio inCity Hunter
Miki era un'orfana di guerra che Umibozu trovò in un villaggio completamente distrutto. Contrariamente alle sue abitudini, Umibozu decise di prenderla con sé e di insegnarle tutto quello che sapeva perché fosse in grado un giorno di cavarsela da sola. Solo quando Miki mostrerà l'intenzione di volersi unire alla squadra di guerriglieri Umibozu capirà di averle cambiato radicalmente la vita, e sentendosi in colpa tenterà di renderla di nuovo una ragazza "normale" abbandonandola, dopo averle fatto credere che sarebbe tornato al mondo civile con lei.
Miki però non si arrende e dopo molte ricerche riesce a ritrovare il suo Falcon e a fargli accettare un patto: se lei riuscirà ad uccidere Ryo Saeba, Umibozu accetterà di sposarla. Per fare ciò Miki diventerà proprietaria del Cat's Eye, dove Ryo comincerà a recarsi sempre più spesso attratto dalla bellezza della donna. Alla fine Miki non ucciderà Ryo, ma grazie alla complicità di Kaori Makimura e a quella dello stesso Ryo riuscirà comunque ad averlo accanto a sé al Cat's Eye, fino a quando non si sposeranno. Il Cat's Eye diventerà uno dei luoghi fondamentali dell'anime e il bar preferito dai due sweeper, dato che è lì che porteranno sempre i loro clienti e daranno luogo alle litigate più spettacolari.

## Il personaggio inAngel Heart
È completamente diverso il ruolo che Miki ha in questo non-sequel: i fatti che qui si svolgono sono ambientati in universo parallelo 10 anni dopo le vicende di City Hunter ma qui Miki, invece di essere rappresentata più anziana rispetto al fumetto precedente, è "ringiovanita", una ragazzina che dà semplicemente una mano al suo "padre adottivo" Umibozu a gestire il Cat's Eye.